# GRB 080319B

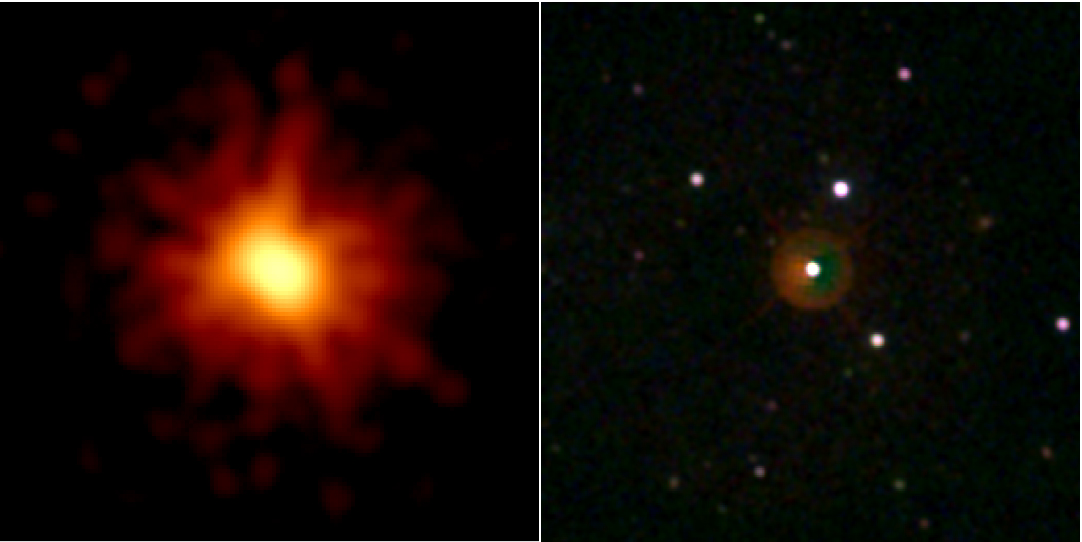
Das sehr helle Nachleuchten des Gammablitzes GRB 080319B, aufgenommen vom Röntgenteleskop XRT (links) sowie dem Optischen/Ultraviolett-Teleskop UVOT (rechts) des Satelliten Swift. Dies war das mit Abstand hellste jemals beobachtete Nachleuchten eines Gammablitzes.

GRB 080319B ist die Bezeichnung eines Gammablitzes (englisch gamma-ray burst, kurz GRB), der am 19. März 2008 um 06:12:49 Uhr UTC durch den NASA-Satelliten Swift entdeckt wurde. Es war der zweite von insgesamt vier entdeckten Gammablitzen an diesem Tag (innerhalb von 24 Stunden waren es sogar fünf, es kam noch GRB 080320 hinzu).
Der Gammablitz trat in einer Entfernung von etwa 7,5 Milliarden Lichtjahren (z = 0.937) auf und war im Sternbild Bärenhüter etwa 5′ vom Stern γ Bootis (Seginus) auf der J2000.0-Position RA = 14h 31m 41s / Dec = +36° 18′ 09″ zu beobachten. Das optische Nachglühen (Afterglow) des Gammablitzes hatte eine maximale scheinbare Helligkeit von 5,76 mag und eine absolute Helligkeit von −36 mag und ist somit leuchtstärker als alle zuvor beobachteten Supernovae und GRB-Nachglühen. Es ist das entfernteste Objekt, das jemals mit bloßem Auge zu beobachten war.
Als Grund, warum ein Energieausbruch beobachtet wurde, der nicht gleichzeitig seine nähere (kosmische) Umgebung vernichtete, wird vermutet, dass sich diese Gammablitze innerhalb eines spitzkegelförmigen Jets ausbreiten. Bei GRB 080319B wurde beobachtet, dass innerhalb dieses Strahlungskegels ein noch spitzerer Kegel lag, in dem sich die Energie noch stärker konzentrierte. Tatsächlich betrug der Durchmesser des Strahls von GRB 080319B winkelmäßig nur etwa 0,4 Bogengrad, was grob den sichtbaren Durchmessern von Mond und Sonne entspricht.

## Superlative

### Hellstes Nachglühen
Gammablitze gehören zu den stärksten bekannten Energieausbrüchen im Universum. Das beobachtete Nachglühen des Gammablitzes war mit einer absoluten Helligkeit von −36 mag mehr als 2,5 Millionen Mal heller als die bislang hellsten beobachteten Supernovae SN 2005ap und SN 2006gy.

### Sichtbarkeit
Der überwiegende Anteil der Energie eines Gammablitzes wird in Form von Gammastrahlung abgegeben. Wenn die bei der Explosion entstehenden Materieauswürfe (Plasma-Jets), die mit annähernd Lichtgeschwindigkeit emittiert werden, auf das Gas der Umgebung prallen, entstehen Schockfronten und ein Nachleuchten, das auch im sichtbaren Spektrum beobachtbar ist. Bei diesem GRB war dieses Nachleuchten mit etwa 5,8 mag zum ersten Mal so hell, dass es mit dem bloßen Auge wahrgenommen werden konnte. Das Nachleuchten wurde 30 Sekunden lang in einer entsprechenden Stärke gemessen.
Vor dem 19. März 2008 war der Dreiecksnebel (M33, die Triangulum-Galaxie) das entfernteste Objekt, das mit bloßem Auge zu sehen war. Die Entfernung des Dreiecksnebels beträgt 2,8 Millionen Lichtjahre. Die Gammastrahlenexplosion GRB 080319B ist mehr als 2500-mal weiter von der Erde entfernt.